# Noël à Miller's Point
Pour plus de détails, voir Fiche technique et Distribution.
Noël à Miller's Point (Christmas Eve in Miller's Point) est un film américain réalisé par Tyler Taormina (en) et sorti en 2024.
Le film est présenté à la Quinzaine des cinéastes du festival de Cannes 2024 et en compétition officielle au festival du cinéma américain de Deauville 2024.

## Synopsis
Les Balsano, une famille d'Italo-Américains, sont réunis pour fêter Noël en famille dans sa maison familiale. Cependant, deux des plus jeunes membres de la famille, en pleine rébellion adolescente, décident de fuguer et d'explorer la banlieue alentour.

## Fiche technique
Sauf indication contraire, les informations mentionnées dans cette section peuvent être confirmées par les bases de données cinématographiques IMDb et Allociné,  présentes dans la section « Liens externes ».
- Titre original : Christmas Eve in Miller's Point
- Titre français : Noël à Miller's Point
- Réalisation : Tyler Taormina (en)
- Scénario : Tyler Taormina (en) et Eric Berger
- Photographie : Carson Lund
- Montage : Kevin Anton
- Pays de production :  États-Unis
- Format : Couleurs - 1,85:1
- Genre : comédie de Noël
- Durée : 106 minutes
- Dates de sortie[4] :
  - France : 17 mai 2024 (festival de Cannes)
  - France : 11 septembre 2024 (festival de Deauville)
  - États-Unis : 8 novembre 2024
  - France : 11 décembre 2024
- Classification[5] :
  - États-Unis : PG-13
  - France : tous publics

## Distribution
- Matilda Fleming : Emily
- Maria Dizzia : Kathleen
- Ben Shenkman : Lenny
- Francesca Scorsese (en) : Michelle
- Elsie Fisher : Lynn
- Michael Cera : l'officier Gibson
- Gregg Turkington : le sergent Brooks
- Sawyer Spielberg (en) : Splint
- Leo Chan : Ty
- Lev Cameron : Greg Falk

## Production
Le film est réalisé par Tyler Taormina (en), qui coécrit le script avec Eric Berger. Le long métrage est produit par Omnes Films, assistée de Crypto Castle Productions et Puente Films. La production est notamment assurée Michael Cera, Krista Minto, Taormina, David Croley Broyles et Duncan Sullivan.
Michael Cera, Maria Dizzia, Francesca Scorsese, Elsie Fisher, Ben Shenkman, Sawyer Spielberg, Gregg Turkington, Laura Robards, Delancey Shapiro ou encore Matilda Fleming font partie de la distribution.
Le tournage se déroule notamment à Long Island et s'achève en juin 2023. Les prises de vues se sont également déroulées à Smithtown dans l'État de New York.